# Aliđerce
Aliđerce (cyr. Алиђерце) – wieś w Serbii, w okręgu pczyńskim, w gminie Preševo. W 2002 roku liczyła 1033 mieszkańców.